# Pobre diabla (canción)
«Pobre diabla» es una canción del cantante Don Omar, promocionado como sencillo para The Last Don: Live. La canción fue grabada originalmente en agosto de 2003, aunque no fue parte de la versión de estudio de su álbum debut.
Producida por Eliel, fue una de las dos canciones inéditas en ese álbum, junto a «Carta a un amigo».

## Historia
La historia como se puede ver en el video del sencillo, trata de una mujer abandonada por su embarazo, al parecer ella desarrollaba el oficio de prostituta ésta sufre mucho porque su hijo nace sin conocer a su padre, el rol de Don Omar es el de ser un viejo enamorado de la chica a quien ella ignora por su estilo de vida, al paso del tiempo la mujer se aleja de ese tipo de vida, pero se da cuenta de que su hijo está desaparecido, para su sorpresa Don Omar lo encuentra y lo lleva hasta los brazos de su madre, ella lo ve con mucha nostalgia, el solo le besa la frente y se aleja. se puede ver que el amor de Don Omar fue sincero pero nunca correspondido.[cita requerida]

## Posición en listas
| Listas (2004-05)               | Mejor posición |
| ------------------------------ | -------------- |
| Billboard Hot Latin Songs      | 17             |
| Billboard Latin Rhythm Airplay | 5              |
| Billboard Latin Pop Airplay    | 16             |
| Billboard Tropical Airplay     | 2              |